# Miss Americana
Miss Americana (anche noto come Taylor Swift: Miss Americana) è un film documentario del 2020 diretto da Lana Wilson.
La pellicola segue la cantautrice statunitense Taylor Swift e la sua vita nel corso di diversi anni della sua carriera.
Miss Americana ha debuttato nella serata inaugurale del Sundance Film Festival 2020 il 23 gennaio 2020, invece su Netflix, e in alcuni cinema, il 31 gennaio 2020.

## Trama
Il titolo del documentario richiama il titolo del brano Miss Americana & the Heartbreak Prince, una canzone del settimo album di Swift, Lover (2019), in cui Taylor Swift ha espresso la sua delusione per lo stato della politica degli Stati Uniti.

## Promozione
Il 15 gennaio 2020, Taylor Swift ha rivelato la data di uscita tramite un poster del film attraverso social media. Sei giorni dopo, è stato pubblicato un trailer ufficiale del film su YouTube e su tutti gli account social media di Swift.

## Colonna sonora
Il documentario include una nuova canzone di Taylor Swift, Only the Young, riprodotta durante i titoli di coda del film. La cantante ha scritto la canzone dopo le elezioni negli Stati Uniti del 2018. La canzone invita i giovani a combattere per ciò in cui credono e ad esprimere liberamente il proprio pensiero politico.

## Accoglienza
Al Sundance Film Festival 2020, il film ha ricevuto elogi dalla critica e una standing ovation da parte del pubblico. Leah Greenblatt di Entertainment Weekly lo ha definito "intelligente e divertente". Leigh Blickley del HuffPost ha descritto il documentario come "intimo e divertente e triste e commovente". Anna Menta ha scritto: "I fan di Taylor Swift adoreranno Miss Americana, ovviamente, ma penso anche che questo film influenzerà alcuni nemici. Wilson ha raccontato la storia di una donna che ha trovato la sua voce politica; è genuino e stimolante".